# گالینا ویزاننا
گالینا ویزاننا (انگلیسی: Galina Vyuzhanina؛ زادهٔ ۳ اوت ۱۹۵۲) بازیکن هاکی روی چمن اهل اتحاد جماهیر شوروی سوسیالیستی است.